# Gadiel Kamagi
Gadiel Michael Kamagi (ur. 2 września 1996 w Tandze) – tanzański piłkarz grający na pozycji lewego obrońcy. Od 2019 jest zawodnikiem klubu Simba SC.

## Kariera klubowa
Swoją karierę piłkarską Kamagi rozpoczął w klubie Azam FC. W 2014 roku zadebiutował w nim w tanzańskiej pierwszej lidze. W sezonach 2014/2015 i 2015/2016 wywalczył z nim dwa wicemistrzostwa Tanzanii. W 2017 roku przeszedł do Young Africans SC. W sezonie 2018/2019 został z nim wicemistrzem kraju. W 2019 roku został zawodnikiem Simba SC. W sezonie 2019/2020 sięgnął z nim po dublet - mistrzostwo i Puchar Tanzanii, a w sezonie 2020/2021 został mistrzem kraju. W sezonie 2021/2022 wywalczył wicemistrzostwo Tanzanii.

## Kariera reprezentacyjna
W reprezentacji Tanzanii Kamagi zadebiutował 10 czerwca 2017 roku w zremisowanym 1:1 meczu kwalifikacji do Pucharu Narodów Afryki 2019 z Lesotho, rozegranym w Mbagali. W 2019 roku powołano go do kadry na Puchar Narodów Afryki 2019. Zagrał w nim w dwóch meczach grupowych: z Senegalem (0:2) i z Kenią (2:3).